# 共犯者たち
『共犯者たち』（きょうはんしゃたち、朝鮮語: 공범자들）は、2017年公開の大韓民国（韓国）ドキュメンタリー映画である。
李明博政権・朴槿恵政権の約9年にわたるメディアへの介入、これに迎合する韓国放送公社（KBS）や韓国文化放送（MBC）の上層部、彼らの「共犯関係」と闘うプロデューサーやジャーナリストらを描く。弾圧に抗議する現場記者ら200人以上の解雇、政府発表のみを重視したことによるセウォル号沈没事故直後の「全員救助」の誤報、崔順実ゲート事件を当初無視していた事実などが取り上げられている。
2012年にMBCを解雇された崔承浩が監督を務めた。製作会社はニュース打破。
2017年8月17日に韓国で公開された。2018年8月29日時点で、上映スクリーン数246、観客動員数26万514人、興行収入183万5188アメリカ合衆国ドルを記録した。
日本では2018年5月30日に日本プレスセンタービルで限定公開され、同年12月1日に一般公開された。2019年4月の横浜市の名画座での上映を経て、同年秋から再上映が始まり、同年9月、国際芸術祭「あいちトリエンナーレ2019」に映像プログラムとして出品された。